# Inca Roca
Pour les articles homonymes, voir Roca.

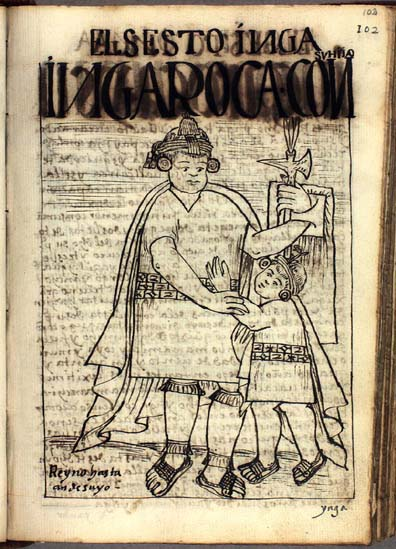
Le sixième Inca : Inca Roca, dessin de Felipe Guaman Poma de Ayala dans Nueva crónica y buen gobierno (1615)

Inca Roca (du quechua Inka Ruq’a) est le sixième souverain inca du royaume de Cuzco. Son existence est semi-légendaire, comme celle des sept premiers rois incas. Il est le premier souverain inca à porter le titre de Sapa Inca, et à incorporer le terme (et le concept) d'Inca à son nom de règne.
Selon le courant défenseur d'une organisation diarchique de la hiérarchie impériale incaïque, Inca Roca, souverain de la partie hanan (haute), co-règne avec Sinchi Roca, souverain de la partie hurin (basse) du territoire inca.

## Biographie
Il est donc le premier souverain inca au sens plénier, car il avait pris le contrôle de la Confédération Cuzquénienne (le jeune empire inca naissant étant au début une confédération des tribus habitant le territoire du Cuzco). 

### L'ambition d'un jeune chef: coup d'état et fondation d'une nouvelle dynastie
En effet, à la mort de son père Capac Yupanqui, « le rapport des forces entre alliés s'était suffisamment modifié en faveur des Incas pour que [...], à la tête de ses guerriers, le nouveau sinchi [ou chef de guerre de la Confédération] renversât par la violence les autorités de Hanan dont il cumula les fonctions ». Auparavant c'était Hanan, le haut Cuzco, qui détenait les fonctions politiques et religieuses aux mains des tribus alliées des incas, et avait la préséance sur Hurin, la moitié du bas Cuzco qui exerçait la fonction militaire sous la direction du sinchi Inca, mais en exécution des décisions du Hanan Cuzco. Après la prise de pouvoir par Inca Roca, la statue du premier Inca mythique Manco Capac « fut transportée solennellement dans la moitié du haut. Le culte du Soleil lié à celui de l'ancêtre tribal fut imposé à tous les alliés. » Prenant avantage du désordre suivant le coup d’État contre les autorités Hanan, les puissants Chancas, un peuple vivant au nord de Cuzco, envahirent la région d’andahuaylas. Auparavant Capac Yupanqui avait conclu une alliance avec les tribus Kechwa de la région, qui craignaient une invasion.

### Le chef de guerre
Par la suite, Inca Roca dirige des expéditions militaires dans la vallée de Cuzco, celle du Río Urubamba, qui deviendra la Vallée sacrée des Incas. Celles-ci aboutissent à l'incorporation dans le jeune royaume inca du Cuzco d'une dizaine de villages proches comme Muina et Pinawa. C'est le début de l'expansion inca qui engendrera le plus grand empire et la plus remarquable entité administrative des Amériques précolombiennes. Jusque-là, les premiers Incas suprêmes étaient seulement les chefs de guerre de la Confédération, organisant des raids de pillage contre leurs proches voisins ou s'en défendant. Ces « obscures escarmouches et successions de vendettas » n'avaient donc encore abouti à aucune conquête proprement dite, ce que changera le règne d'Inca Roca et ce en quoi celui-ci peut être considéré comme inaugural. 
Pour éviter de futurs divisions pour le trône, Inca Roca, créant ainsi une nouvelle coutume de succession, nomme son prince héritier, Yahuar Huacac, co-souverain, afin d'évaluer ses capacités et son efficacité dans le domaine militaire et administratif, et de se réconforter dans son choix d'un héritier capable et doté des bonnes compétences pour régner.  

### Le bâtisseur et l'administrateur visionnaire

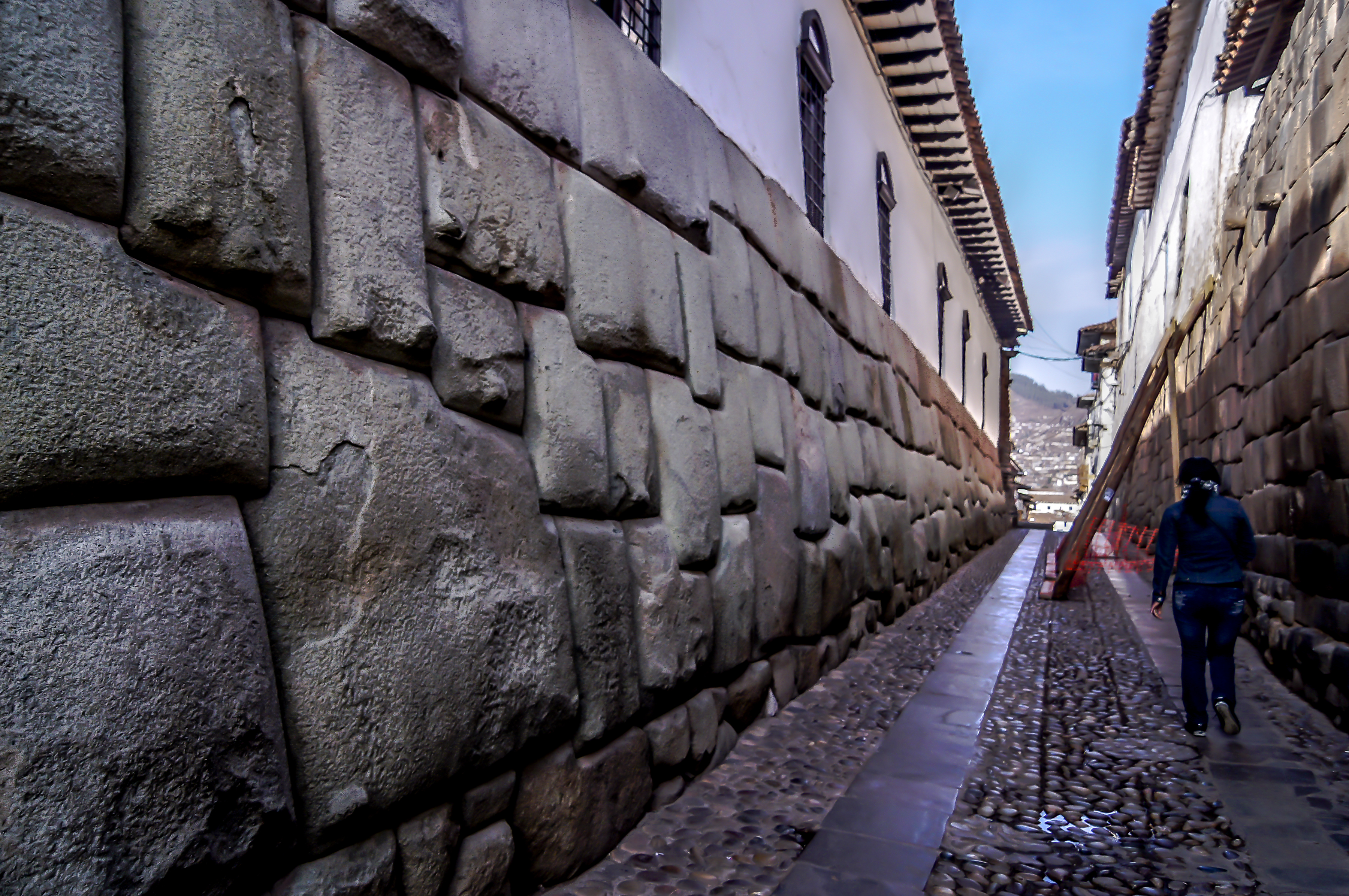
Mur inca de l'Archevêché au Cuzco qui est en fait l'ancien palais du Sapa Inca VI : Inca Roca ; on voit ici au 1er plan à gauche Hatun Rumiyoc ["la plus grande pierre" en quechua], la fameuse "pierre aux douze angles" dans la rue du même nom.

Il reste d'ailleurs à Cuzco des vestiges conséquents du palais impérial d'Inca Roca (aujourd'hui : Musée de l'art religieux du palais archiépiscopal), notamment un mur colossal qui illustre l'art incaïque de l'appareillage des pierres polygonales parfaitement ajustées, et qui contient Hatun rumiyoc ["la plus grande pierre" en quechua], la fameuse "pierre aux douze angles" dans la rue du même nom de l'ancienne capitale impériale qui rejoint la Plaza de Armas, en partant du quartier San Blas de Cuzco. La technique employée est caractéristique de la façon de construire des Incas : jointure extrêmement fine, ajustage par frottements avec abrasif. Ceci confère au mur des propriétés antisismiques : il est à noter qu'il est demeuré intact et a résisté à plusieurs violents tremblements de terre alors que des murs plus récents, construits par les espagnols avec du ciment se sont effondrés.
Enfin, d'après Garcilaso de la Vega relayé par les grands spécialistes du Pérou préhispanique que sont María Rostworowski et Rafaël Karsten (es), Inca Roca aurait été le fondateur du Yachahuasi, cette école où les enfants de la noblesse de sang royal (de la capitale, puis plus tard ceux de la noblesse des provinces) apprenaient le Runa Simi (la langue quechua), l'histoire et la religion de la dynastie, les sciences dont les mathématiques, et l'art des quipus,. Il aurait aussi été l'initiateur d'un nouveau système d'irrigation pour la ville du Cuzco, toujours selon María Rostworowski relayant cette fois le chroniqueur Cieza de León.
Par le passé, l'État cuzquénien à vu d'importants conflits pour la succession. Pour éviter de futurs divisions, Inca Roca est le premier à nommer son prince héritier, Yahuar Huacac, co-souverain, afin d’évaluer ses capacités et son efficacité dans le domaine militaire et administratif, et ainsi de se réconforter dans son choix d'un héritier capable et doté des bonnes compétences
En effet, Inca Roca semble avoir été le premier chef, hormis le fondateur mythique de la cité Manco Cápac, « que les chroniqueurs montrent soucieux d’améliorer le sort de sa ville ». D’ailleurs, María Rostworowski conclut que « la seconde dynastie régnante [Hanan Cuzco] eut sans conteste un plus grand sens de la grandeur et du gouvernement que la précédente ». Donc, pour elle, « si Manco Cápac fut le fondateur de l’épopée incaïque, on peut considérer Inca Roca comme le précurseur de la future grandeur des Incas, Pachacútec demeurant quant à lui l’architecte de l’empire ».